# Proteostrenia costimaculata
Proteostrenia costimaculata är en fjärilsart som beskrevs av Alfred Ernest Wileman 1912. Proteostrenia costimaculata ingår i släktet Proteostrenia och familjen mätare. Inga underarter finns listade i Catalogue of Life.